# Козир Олександр Олександрович
Козир Олександр Олександрович (нар. 11 березня 1974, місто Одеса, Українська РСР) -  заслужений журналіст України, телеведучий, медіапродюсер та громадський діяч. Заснував 8 регіональних телеканалів, в тому числі канал «Здоров'я». Генеральний продюсер медіахолдингу KOZYR DIGITAL (національний телеканал ТВ-1, телеканали А1, City TV, G-News, Радіо City, тг канали "Черговий по Одесі", "Черговий по Києву"). Член правління Національної спілки журналістів України (Одеське відділення). Засновник благодійного фонду з допомоги творчій молоді.  

## Біографія
Олександр Козир народився в 11 березня, 1974 року в Одесі, ⁣Україна. Вищу освіту отримав в Одеській Державній Академії Холоду за спеціальністю "інженер еколог". У 1989 році вирішив кар'єру будувати у журналістиці потрапивши до молодіжної редакції газети "Вечірня Одеса".    
У 1992 році Олександр Козир зняв свою першу телепрограму на одеському державному телебаченні, а у 1997 році став директором програм телерадіокомпанії "Сіті". Він заснував 8 телеканалів, включаючи "Здоров'я", GNews, ТВ-1, City Tv, Fashion channel, ОНТ, Перший місцевий. Проводив ток-шоу на регіональному рівні, створив десятки різних гостросоціальних та розважальних телепередач, розвивав комерційного телебачення в Одесі. Його команда займалася як телевізійними, так і офлайн-проєктами, такими як "ТОП Доктор" та "Козирне весілля". 
Олександр Козир створив ряд телепроєктів, включаючи програму "Черговий по Одесі", яка висвітлювала життя міста та його проблеми. Пізніше створив передачу "20 незручних питань", учасниками якої ставали чинні депутати, кандидати в депутати та президенти, які відверто говорили про свою діяльність і погляди. Усі проєкти Олександра Козира відрізнялися об'єктивністю та відображали правду, не обманюючи глядачів.
Олександр Козир був відзначений званням "Журналіст року" від Національної спілки журналістів України за дотримання принципів інформаційної екології у своїх телевізійних проєктах та політичну незаангажованість своїх телеканалів. У 2009 році він став кавалером ордену "За заслуги" - ІІІ ступеня, а у 2019 році - кавалером ордену "За заслуги" - ІІ ступеня за популяризацію України та української культури за кордоном.
Олександр Козир продовжує розвиток і у 2023 році отримав другу вищу освіту в НУ «Одеська юридична академія» за спеціальністю "Психологія" та працює над кандидатською дисертацією з метою здобуття ступеня Доктора філософії Права.
За свою активну громадську позицію, розвиток культури та просування позитивного іміджу України Олександр Козир вже 15 років входить до рейтингу "100 впливових одеситів".

## Державні нагороди
- Орден «За заслуги» II ступеня 2019 р.[4]
- «Заслужений журналіст України» 2013 р.[5]
- Орден «За заслуги» III ступеня 2009 р.[6]
- Почесна Грамота Кабінету Міністрів України 2009 р.
- Почесна Грамота Національної Ради України з питань Телебачення і Радіомовлення 2009 р.

## Національні нагороди
- «Продюсер року» – рейтинг популярності «Народне визнання - 2003»;
- Диплом другого телевізійного фестивалю «Відкрий Україну» за фільм Олександра Козиря «Життя без варіантів». За майстерне телевізійне втілення ідеї «Відкриваймо Україну і себе» м.Київ, 2007 р.;
- Переможець телевізійного фестивалю «Відкрий Україну» в номінації «За створення модного іміджу України»[7] 2009 р.;
- «Журналіст року» звання Національної спілки журналістів України 2018 р.
- Керівник року за версією Всеукраїнського галузевого-аналітичного центру 2018 р.
- «ДИПЛОМ» ідейного натхненника Народного рейтингу Південного регіону «Топ Доктор» 2019-2022 рр.
- «ДИПЛОМ» лауреата рейтингу «100 найвпливовіших одеситів» 2006-2023 рр.

## Національний рейтинг «ТОП Доктор»[8]
Національний рейтинг «ТОП Доктор» було створено для популяризації діяльності лідерів вітчизняної медицини. Переможців обираються онлайн голосуванням. У 2019 році у рейтингу було номіновано понад 200 лікарів 3 Одеси, Миколаєва та Херсона. За яких протягом півтора місяця проголосувало на сайті понад 150 тисяч людей. З 2023 року рейтинг стає національним.

## Благодійна діяльність
Олександр Козир у 2017 році заснував Благодійного фонду Олександра Жолобова, що був створений, щоб вшанувати пам'ять колеги. Фонд займається допомогою дітям, протекцією талановитої молоді та допомогою малозабезпеченим сім'ям. Олександр Козир разом із Благодійним Фондом проводить заходи, щоб підвищити інтерес молоді до культури . Фонд постійно влаштовує благодійні акції й фестивалі. Великої популярності мають такі заходи, як:  
- Конкурс дитячого малюнка. [11]
- Танцювальний фестиваль TOP DANCE GROUP. Обмін досвідом між педагогами, хореографами та танцюристами різних танцювальних напрямів, а також залучення до занять танцями дітей, підлітків та молоді.
- Акція - "Будь здорова, Одесо!". Усі охочі проконсультувалися з лікарями та пройшли безкоштовну діагностику свого здоров'я.[12]

А під час повномасштабного вторгнення за допомоги БФ Жолобова було проведено багато акцій та зборів на підтримку дітей переселенців та їх сімей.